# Thomas Pelham-Holles
Thomas Pelham-Holles (n. 21 iulie 1693 -  d. 17 noiembrie 1768) a fost un politician britanic,  prim ministru al Marii Britanii între 1754-1756 și 1757-1762.
1. 1 2 3 4 5 6  Kindred Britain
2. ↑  The Peerage
3. ↑  Autoritatea BnF, accesat în 10 octombrie 2015